# Рахбари, Али
Али Рахбари (перс. علی رهبری‎, в Европе часто Александр Рахбари, нем. Alexander Rahbari; род. 1948, Тегеран) — иранский композитор и дирижёр.
В детстве и юности учился персидской музыке. Для обучения композиции получил стипендию шаха Ирана. Окончил Венскую академию музыки, где учился у Готфрида фон Эйнема, Ханса Сваровски и Карла Эстеррайхера. По возвращении на родину в 1973—1977 гг. возглавлял Тегеранскую консерваторию. С 1977 г. работал, главным образом, в Европе. В том же году стал победителем престижного Безансонского международного конкурса дирижёров. По приглашению Герберта фон Караяна несколько раз выступал с Берлинским филармоническим оркестром, а в 1980 г. был помощником Караяна на Зальцбургском фестивале. В том же году записал тройной альбом «Симфонические поэмы из Ирана» (нем. Symphonische Dichtungen aus Persien) с произведениями шести иранских композиторов (в 2005 г. переиздан на CD). С 1985 г. много работал с Чешским филармоническим оркестром, был удостоен Медали имени Дворжака за вклад в музыкальную жизнь Чехословакии. В 1988—1996 гг. возглавлял Оркестр Бельгийского радио и телевидения. В 1997 г. собрал в городе Брегенц 60 иранских музыкантов, живущих в эмиграции в различных странах Запада, и объединил их в Иранский международный филармонический оркестр (англ. Persian International Philharmonic); этот коллектив записал ряд музыкальных произведений, так или иначе характеризующихся восточным колоритом, — в том числе симфоническую поэму Римского-Корсакова «Шехерезада», концерт для скрипки с оркестром Хачатуряна и произведения самого Рахбари. В 1997—1999 гг. возглавлял Загребский филармонический оркестр и оркестр «Виртуозы Праги», в 2000—2004 гг. руководил Филармоническим оркестром Малаги.
В 2005 г. впервые после Иранской революции 1979 года вернулся в Иран, чтобы возглавить Тегеранский симфонический оркестр, однако после попытки вернуть в репертуар Девятую симфонию Бетховена, запрещённую в Иране из-за того, что женщины не должны петь публично (в финале симфонии используется смешанный хор), в декабре того же года ушёл в отставку.